# Салыков, Какимбек Салыкович
Какимбек Салыков (каз. Кәкімбек Салықов; 22 января 1932, с. Енбек, Тонкерейский район, Петропавловский округ, Казахская АССР, РСФСР, СССР — 27 ноября 2013) — советский казахский государственный и партийный деятель. Первый секретарь Каракалпакского обкома КП Узбекистана (1984—1989), поэт.

## Биография
Родился в 1932. Происходит из рода карауыл племени аргын.
В 1955 окончил Московский институт цветных металлов имени М. И. Калинина по специальности «горный инженер».
После окончания института работал инженером, а позже и начальником шахты в горнодобывающей промышленности Казахстана.
- В 1969—1973 — первый секретарь Джезказганского горкома Компартии Казахстана.
- В 1973—1975 — второй секретарь Джезказганского обкома КП Казахстана
- В 1975—1984 — инспектор ЦК КПСС.
- В 1984—1989 — первый секретарь Каракалпакского обкома компартии Узбекистана.
- В 1989—1992 — народный депутат СССР, председатель Комитета Верховного Совета СССР по вопросам экологии и рационального использования природных ресурсов.

Член ЦК КПСС (1986—1990).
Скончался 27 ноября 2013 года. Похоронен на городском кладбище Астаны (мусульманская часть кладбища).

## Семья
Супруга — Марьям Маженовна Салыкова (09.12.1930 — 29.10.2023, похоронена рядом с мужем). Сын Ерлан, дочь Майра.

## Творчество
В 1977 году издал первый сборник стихов.
В 1981 году выпустил книгу «Нурлы кундер» на кыргызском языке, а в 1983 году — сборник «Жезкиик» на узбекском языке.
На стихи К.Салыкова написано более 500 песен более 30 композиторов, в т.ч. 17 песен композитором Ерсайыном Нарымбаевым 

## Награды
- Орден Парасат
- Орден «Барыс» 3 степени из рук президента РК (2012)[1]
- Заслуженный деятель Казахстана (2001)
- Орден Ленина
- Два Орден Трудового Красного Знамени
- Орден Дружбы народов
- Медали
- Почётный гражданин городов Сатпаева, Кокшетау, Жезказгана и Северо-Казахстанский области[2]

## Память
В честь Салыкова названы:
- Набережная Какимбека Салыкова в Кокшетау
- улица в Алма-Ате